# Неидзе, Важа Евгеньевич
Важа Евгеньевич Неидзе (8 марта 1937, Грузия) — грузинский шахматный композитор, международный мастер (1989), международный арбитр по шахматной композиции (1980), доктор географических наук, профессор.

## Биография
Восьмикратный финалист чемпионатов СССР в разделе шахматных этюдов. Лучший результат: 1-2-е места (1985—1986). С 1954 года опубликовал более 200 этюдов.
Редактор отдела этюдов журнала «Шахматы» (1978—1990). Рейтинг по «Альбому ФИДЕ» — 39,16.